# Aquafresh
Aquafresh – marka pasty do zębów, sprzedawanej od 1973 roku. Jest produkowana przez koncern farmaceutyczny GlaxoSmithKline. Pasta jest trójkolorowa (kolory: czerwony, biały, niebieski). Początkowo pasta miała 2 kolory - biały i niebieski. 
Slogan Aquafresh to "Gets Teeth White, Keeps Teeth White".

## Inne produkty
Pod nazwą Aquafresh produkuje się również szczoteczki do zębów dla dzieci i dorosłych oraz płyny do płukania jamy ustnej.

## Popkultura
- Aquafresh była sponsorem kierowcy NASCAR - Buckshota Jonesa w latach 1996–1998.